# Poher
Poher (bretó Poc'hêr) fou un antic principat aparegut a l'alta edat mitjana al centre-oest de Bretanya a Cornualla, del qual la capital era la ciutat galo-romana de Vorgium, capital dels osismes, esdevinguda Carhaix després de la caiguda de l'Imperi Romà. Les excavacions arqueològiques programades des de 1999 mostren que encara que havia perdut la seva funció de capital comarcal al segle iv, restava una plaça forta important i un encreuament de camins estratègic.

## Els orígens
El nom du Poher deriva de Pou Kaer, Pou ve del llatí pagus (« país » o antiga circumscripció galoromana) i kaer, en vell bretó vol dir « vila fortificada».
A l'edat mitjana Carhaix n'était qu'une "trève" (subdivisió bretona) del Plouguer (Plou-Kaer = « la parròquia de la ciutat o del castell»), amb una església trevial dedicada a sant Trémeur. Plouguer tenia una església dedicada a sant Pere – prova indirecte d'antiguitat – que fou la seu de la parròquia primitiva que agafava el nom de l'antic lloc fortificat que englobava. Carhaix i Plouguer foren comunes a partir de la revolució francesa i es van fusionar el 1956 com a Carhaix-Plouguer.

## Límits incerts i fluctuants
Els seus límits van tenir tendència a la fluctuació. Podria ser equivalents al bisbat de Cornualla. André Chédeville li atribueix fins i tot façana marítima: « il est vraisemblable qu’aux premiers siècles, ce pagus plus restreint en longitude s'étendait plus largement vers le nord où, comme les autres pagi, il avait sa façade maritime. Lorsque les limites diocésaines furent fixées à l'époque carolingienne, le pagus Castelli fut coupé en deux parties qui, en tant que circonscriptions ecclésiastiques, se dilatèrent, l'une dans le diocèse de Quimper comme on vient de l'indiquer, l'autre dans celui de Tréguier ».
Al segle xiv encara subsistia com a arxidiaconat del bisbat de Cornualla (l'altra arxidiaconat es deia Cornouaille i comprenia els deganats del cap Sizun, del Cap-Caval (futur país Bigudià) i de Fouesnant (de Gourin a Clohars-Fouesnant). Per tant, el Poher està associat a la major part del bisbat, que els carolingis van anomenar sovint com a bisbat de Poher.
Carhaix-Plouguer, amb 8.000 habitants, és la capital tradicional del territori encara que la seva influència està limitada per Rostrenen a 22 km a l'est, i per Gourin a 28 km al sud-est. El 1996 es va crear la comunitat de comunes de Poher que inclou Carhaix-Plouguer, Cléden-Poher, Kergloff, Poullaouen, Plounévézel, Saint-Hernin, a Finistère, i le Moustoir a Côtes-d'Armor, 

## Història

### La llegenda negre: Conomor, príncep sanguinari del Poher?
El Poher fou domini d'una poderosa nissaga de comtes en època carolíngia dels quals hi ha algunes indicacions en els pocs arxius conservats i en les hagiografies o Vides (Vita) dels sants bretons.
Conomor (Kon Meur = Gran Gos), consta com a príncep del Poher, i la llegenda l'esmenta a vegades com una Barbablava del segle VI perquè hauria matat a les seves dones successives incloent la darrera santa Trifina, i el seu fill sant Tremeur (Trec'h Meur = Gran Vencedor) que va fer decapitar però sant Gildas va restaurar el seu cap miraculosament i l'infabnt o el sant van prendre revenja del comte que va morir finalment.

### Les notícies històriques
El nom de Conomor és esmentat diverses vegades per Gregori de Tours com un comte bretó que va salvar a Macliau del seu germà Canao I, comte de Bretanya. Fou també adversari dels francs acollint a Khram fill de Clotari I. També apareix a diverses èpoques a l'altre costat del canal de la Manega, però si el principat s'estenia als dos costats no s'ha pogut comprovar.
El 871, quan Salomó I de Bretanya era encara rei, Judicael és esmentat com princeps Poucher sense que es sàpiga l'origen d'aquesta dignitat poc freqüent. Al segle xi apareix un vescomte de Poher, de nom Bernat; la seva nissaga va acordar un gran interès a l'abadia de Sainte-Croix de Quimperlé, cosa en la qual sembla haver agafat el relleu de la dinastia de Cornualla que havia pujat a la dignitat ducal sota Hoel II el 1066.